# Alnus vermicularis
Alnus vermicularis — вид квіткових рослин з родини березових. Поширення: Народно-Демократична Республіка Корея.

## Біоморфологічна характеристика
Це кущ або невелике дерево заввишки до 3.5 метра.

## Середовище
Його було знайдено на великих висотах (2350 м). Додаткової інформації про середовище існування та екологію цього виду немає.

## Використання
Інформація про використання або торгівлю цим видом відсутня.